# سی‌ام‌سی مارکت
سی‌ام‌سی مارکت (انگلیسی: CMC Markets) شرکت خدمات مالی بریتانیایی است، که در سال ۱۹۸۹ تأسیس شد.